# Félix Petit
Félix Gaspard Jacques Petit (Prada, Conflent, 27 d'agost de 1817 - Angers, Maine i Loira, 25 de desembre de 1914) va ser un militar, administrador de premsa i compositor nord-català.

## Biografia
Com el seu germà Bonaventure Petit, Félix Petit va rebre una educació musical. Però contràriament al seu germà, als 18 anys es va enrolar a l'exèrcit. A, el 58è Regiment d'Infanteria de Línia va prendre part a les campanyes d'Àfrica de 1839 a 1847 i va ascendir fins arribat a sotstinent. També lluità a la Guerra de Crimea participant en 1854 a la batalls de l'Alma i al Setge de Sebastòpol (1854-1855). Durant aquest període va accedir al grau de capità. De retorn a França es va llicenciar i es va instal·lar a Angers i el 27 de desembre de 1861 fou guardonat com a cavaller de la Legió d'Honor.

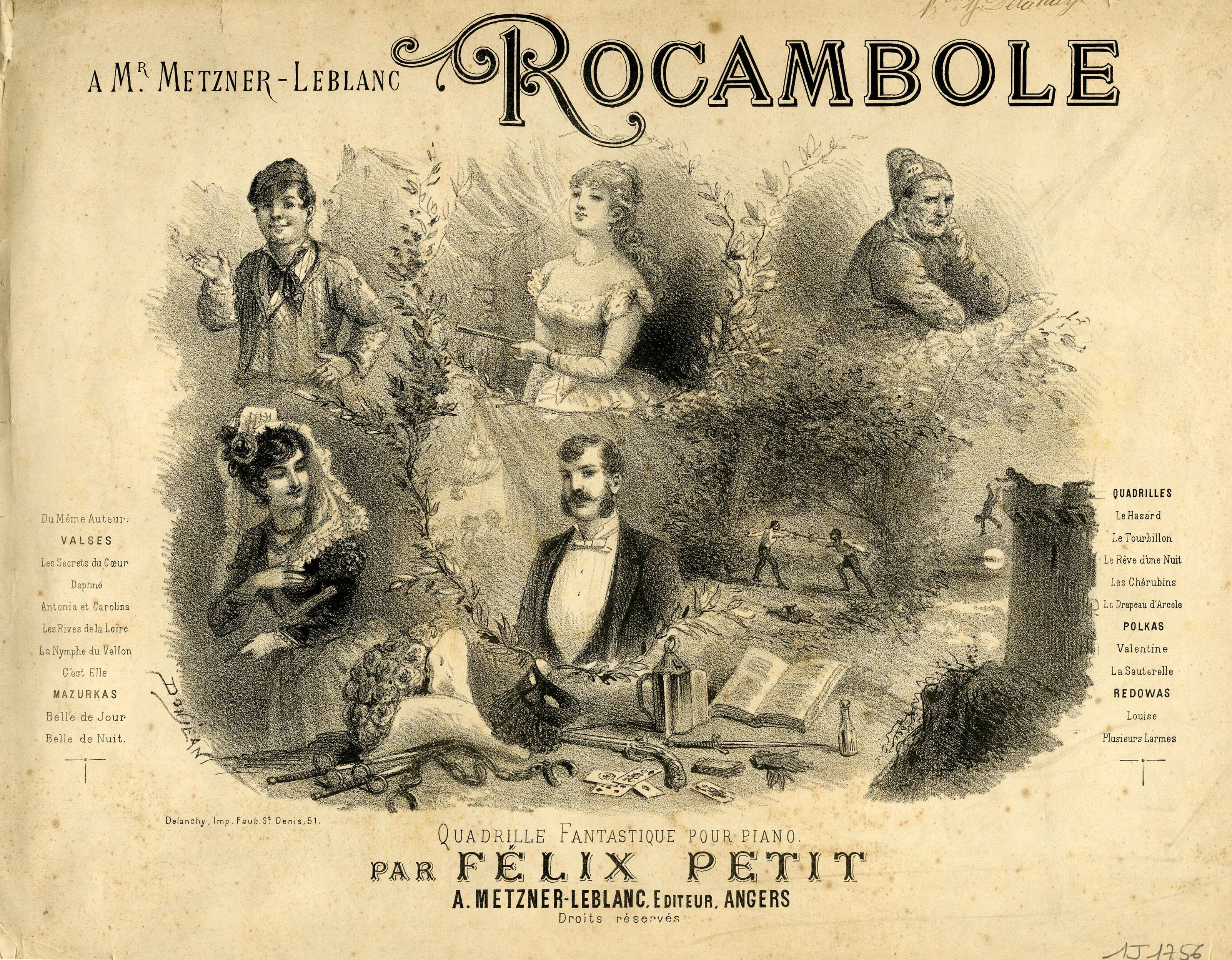
Coberta de Rocambole : Quadrille fantastique pour piano

A Angers, va ser administrador de nombrosos periòdics, principalment del Petit Courrier, òrgan de la Unió Republicana del Maine i Loira (primera aparició el 10 de juny de 1883) que després de l'Alliberament de França s'anomenà Le Courrier de l'Ouest.
Paral·lelament, va compondre masurques, polques, quadrilles i valses per piano. Les seves obres, editades entre 1860 i 1905 a París o a Angers, es poden consultar al Departament de Música de la Biblioteca Nacional de França (Llox Richelieu-Louvois) i a l'Arxiu Departamental dels Pirineus Orientals (Fons musical Petit 124 J).

## Obres
- Louise !. Mazurka pour piano.  París: Chabal, 1860. BNF 43199659d.
- Valentine ou ma pensée. Polka pour piano.  París: Chabal, 1860. BNF 431996629.
- Plusieurs Larmes !. Rédowa pour piano.  París: Chabal, 1861. BNF 43199660m.
- Antonia et Carolina ou les liens du cœur. Valse brillante pour le piano.  París: Chabal, 1866. BNF 43199656c.
- Daphné !. Grande valse brillante pour le piano.  París: Chabal, 1866. BNF 431996582.
- Rocambole. Quadrille fantastique pour piano.  Angers: A. Metzner-Leblanc, 1885. BNF 43199661z.
- Pourquoi gémir ?. Mélodie pour piano.  Angers: Bressaud, 1889.[3]
- Brunes et blondes. Grande valse pour piano.  Angers: Martin et Malle, 1905. BNF 43199657q.